# Andrey Melnichenko
Andrey Igorevich Melnichenko, em russo Андрей Игоревич Мельниченко (Gomel, 8 de março de 1972) é um empresário russo. Com seu trabalho no ramo de metalurgia e minas de carvão, tornou-se a 9ª pessoa mais rica da Rússia e a 95ª do mundo.